# Achdut lema'an ha-šalom ve-ha-alija
Achdut lema'an ha-šalom ve-ha-alija (hebrejsky אחדות למען השלום והעלייה‎; doslova „Jednota pro mír a přistěhovalectví“) byla izraelská politická strana založená roku 1990.

## Okolnosti vzniku a ideologie strany
Strana vznikla roku 1990 během funkčního období dvanáctého Knesetu zvoleného ve volbách roku 1988, když se poslanec Efrajim Gur odtrhl od své mateřské strany Ma'arach. Vytvořil pak vlastní politickou formaci, která se zapojila do vlády Jicchaka Šamira, jež vznikla 11. června 1990. Gur ve vládě získal funkci náměstka ministra komunikací (v roce 1990) a náměstka ministra dopravy (1990–1992).
Ke konci volebního období Gur sloučil svou frakci z Likudem a strana přestala existoval jako samostatná formace. Za Likud pak byl Gur ve volbách roku 1992 zvolen do Knesetu. Později ale Gur vytvořil opětovně vlastní politickou platformu nazvanou Jednota pro přistěhovalectví (אחדות למען העלייה‎, Achdut lema'an ha-Alija), s níž kandidoval ve volbách roku 1996. Získala 22 741 hlasů a nedosáhla na vstup do Knesetu. Později přestala tato strana fungovat.